# Brachydesmus topali
Brachydesmus topali är en mångfotingart som beskrevs av Imre Loksa 1959. Brachydesmus topali ingår i släktet Brachydesmus och familjen plattdubbelfotingar. Inga underarter finns listade i Catalogue of Life.